# Garten-Strohblume
Die Garten-Strohblume (Xerochrysum bracteatum (Vent.) Tzvelev, Syn. Helichrysum bracteatum (Vent.) Andrews, Bracteantha bracteata (Vent.) Anderb. & Haegi) ist eine Pflanzenart aus der Familie der Korbblütler (Asteraceae), die ursprünglich aus Australien stammt.

## Beschreibung
Die Garten-Strohblume ist eine einjährige Pflanze, die Wuchshöhen von (15) 40 bis 100 Zentimeter erreicht. Die Blätter messen 3 bis 12 × 0,3 bis 3 Zentimeter und sind spitz, beiderseits grün, kahl oder schwach behaart und an der Unterseite drüsig-klebrig. Die Köpfe sind an langen Zweigen einzeln endständig. Sie haben einen Durchmesser von 1,5 bis 5,5 Zentimeter. Hüllblätter und Blüten der Wildform sind goldgelb, Sorten können auch orange, rot, violett, rosa oder weiß sein.
Die Blütezeit reicht von Juli bis September.
Die Chromosomenzahl beträgt 2n = 28.
Die Wildpflanze in Australien ist eine aufrecht wachsende, gewöhnlich einjährige Pflanze, die etwa 20 bis 80 Zentimeter Wuchshöhe erreicht. Der Stängel ist meist unverzweigt, selten an der Basis verzweigt, er ist durch Behaarung rau und trägt außerdem kurze Drüsenhaare. Die Blattform ist oblanzeolat, schmal elliptisch bis lanzettlich, etwa 1,5 bis 10 Zentimeter lang und 5 bis 20 Millimeter breit und, vor allem an den Rändern, rauhaarig. Der köpfchenförmige, endständige Blütenstand ist von einem unregelmäßigen Hüllblattkranz umgeben, sein Stiel ist bis zu 15 Zentimeter lang. Die Blütenköpfchen erreichen 2,5 bis 3 Zentimeter Durchmesser, sie sind von strohig-papierartigen Hochblättern umgeben, die zunächst spreizend, später zurückgeschlagen sind, diese sind leuchtend gelb bis weißlich gefärbt, die äußeren oft rot gestreift. Auch die Blüten sind gelb. Die Früchte sind vierkantig und etwa 3,5 Millimeter lang, ihr Pappus ist gelb, selten weißlich gefärbt, die Pappushaare kurz gefiedert. Sie blüht hier im Frühjahr.

## Sorten

Garten-Strohblumen aus dem Ernährungs- und Kräuterzentrum im Kloster St. Marienstern
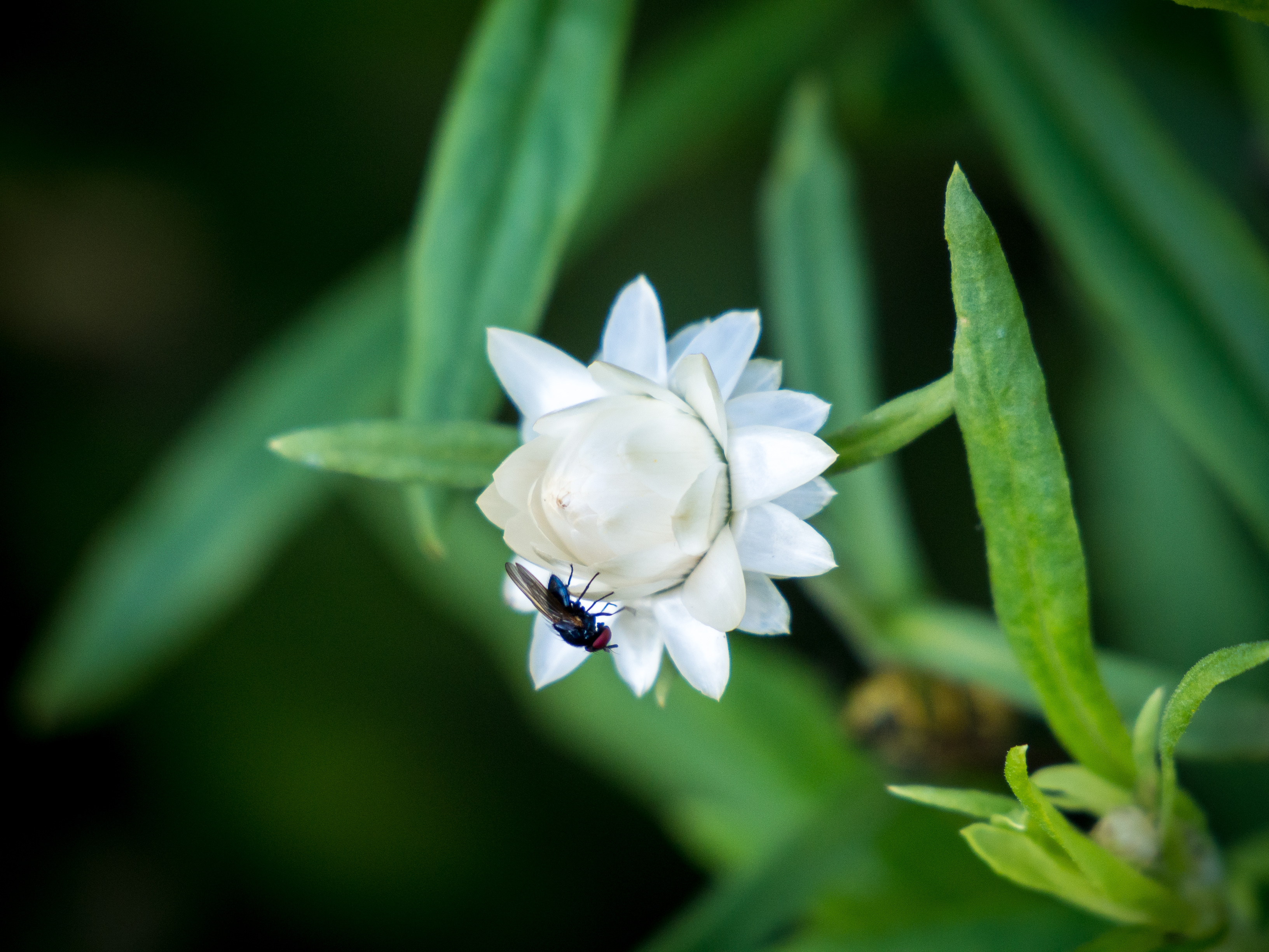
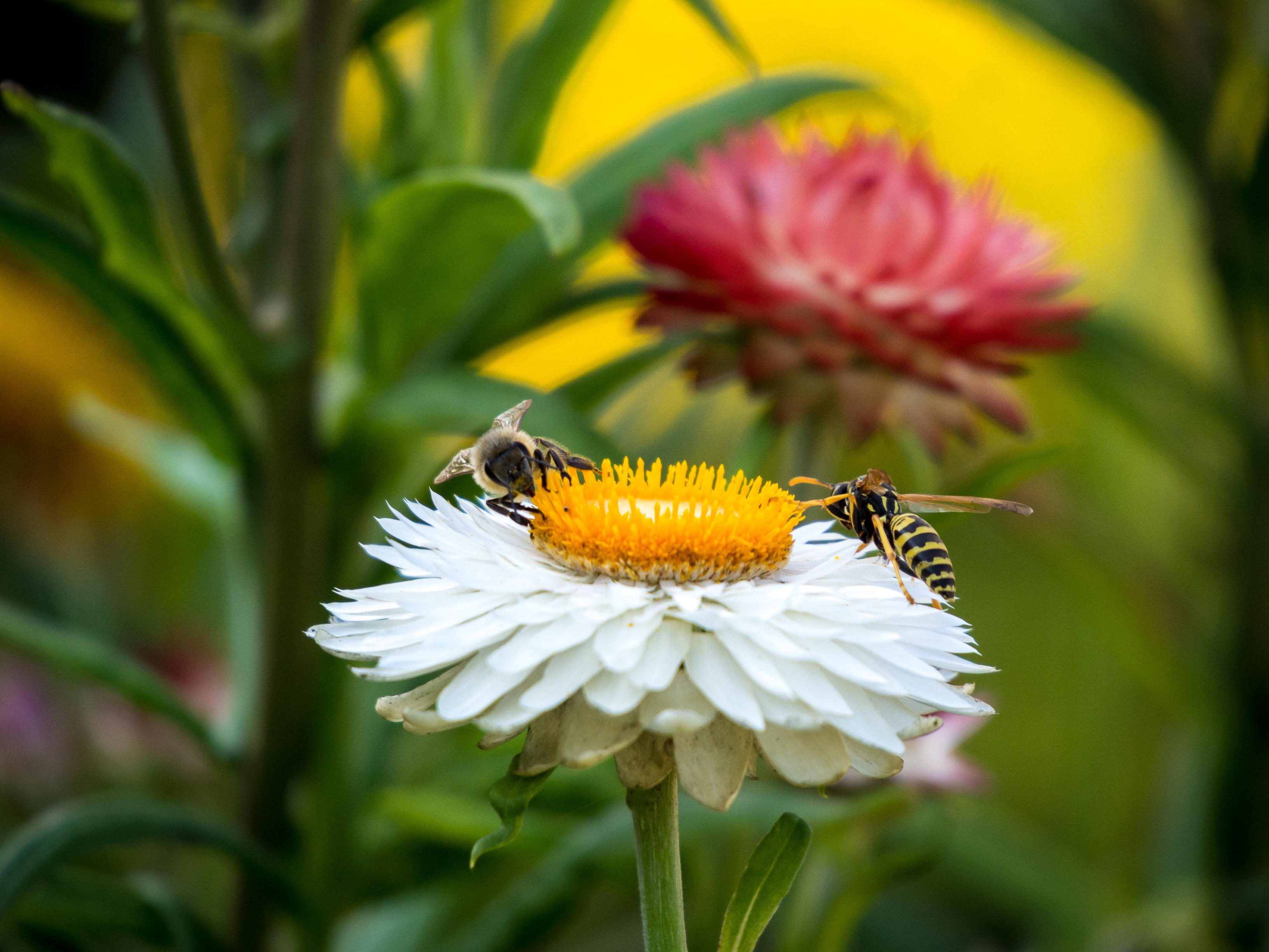
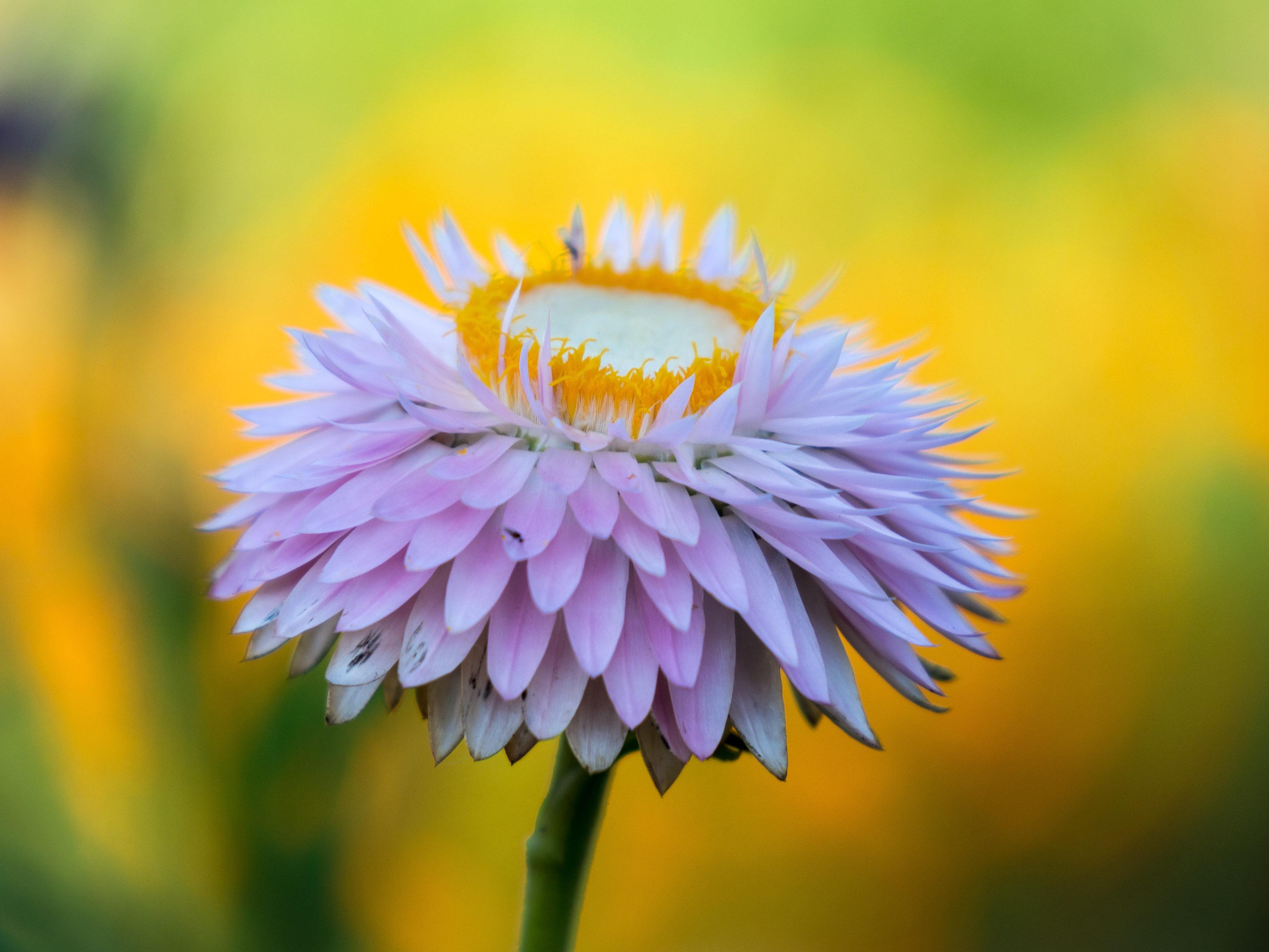
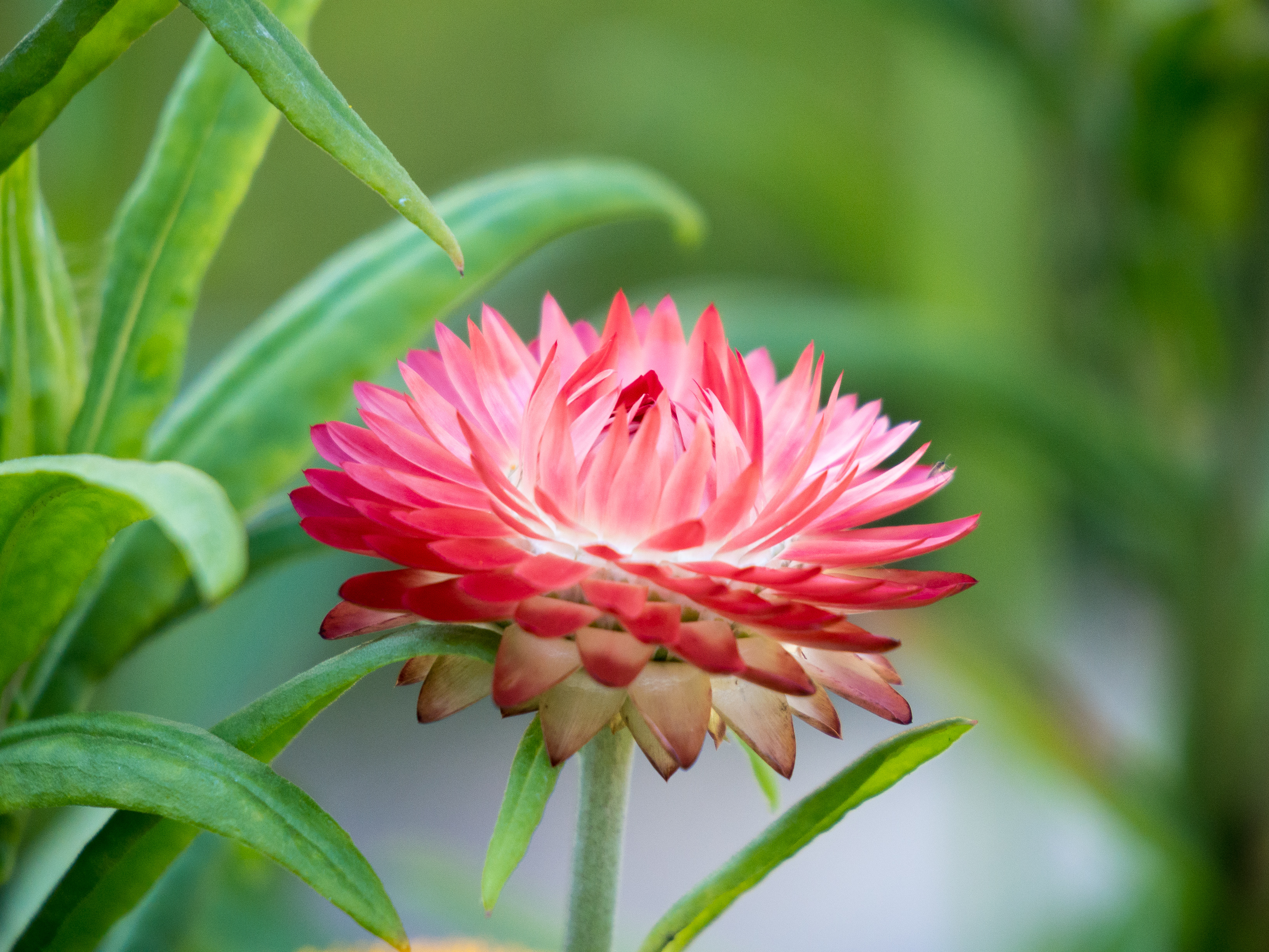
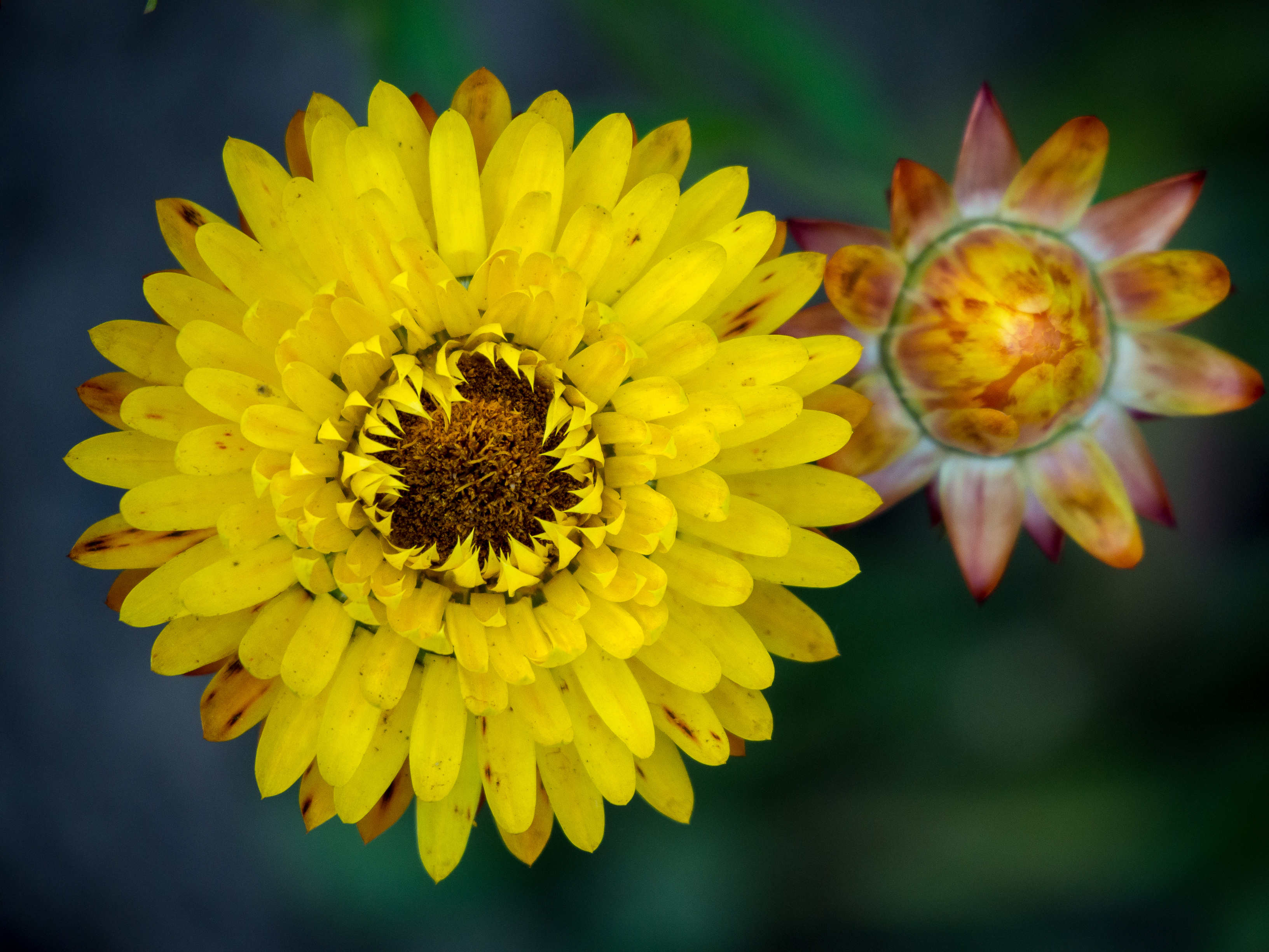
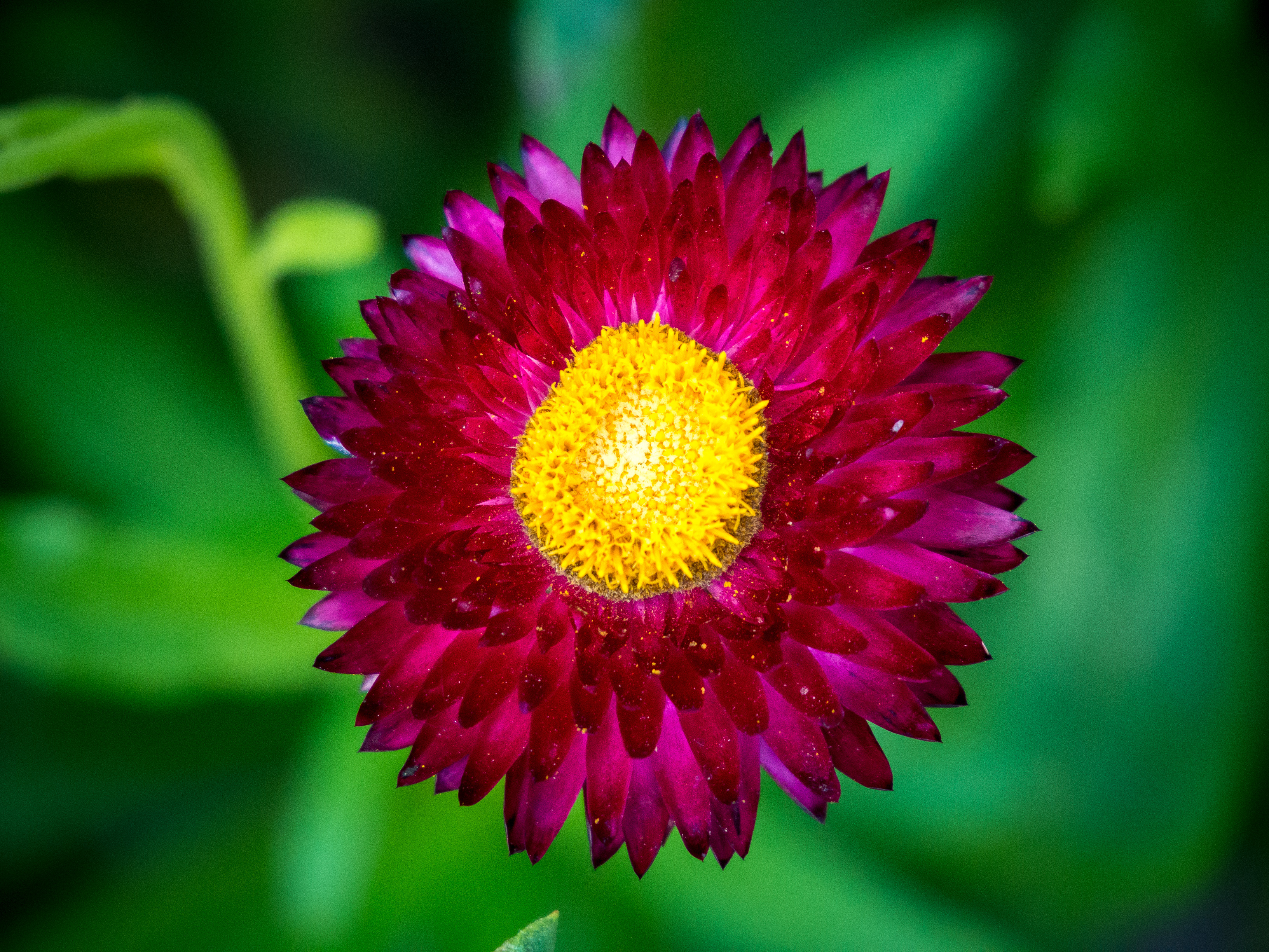
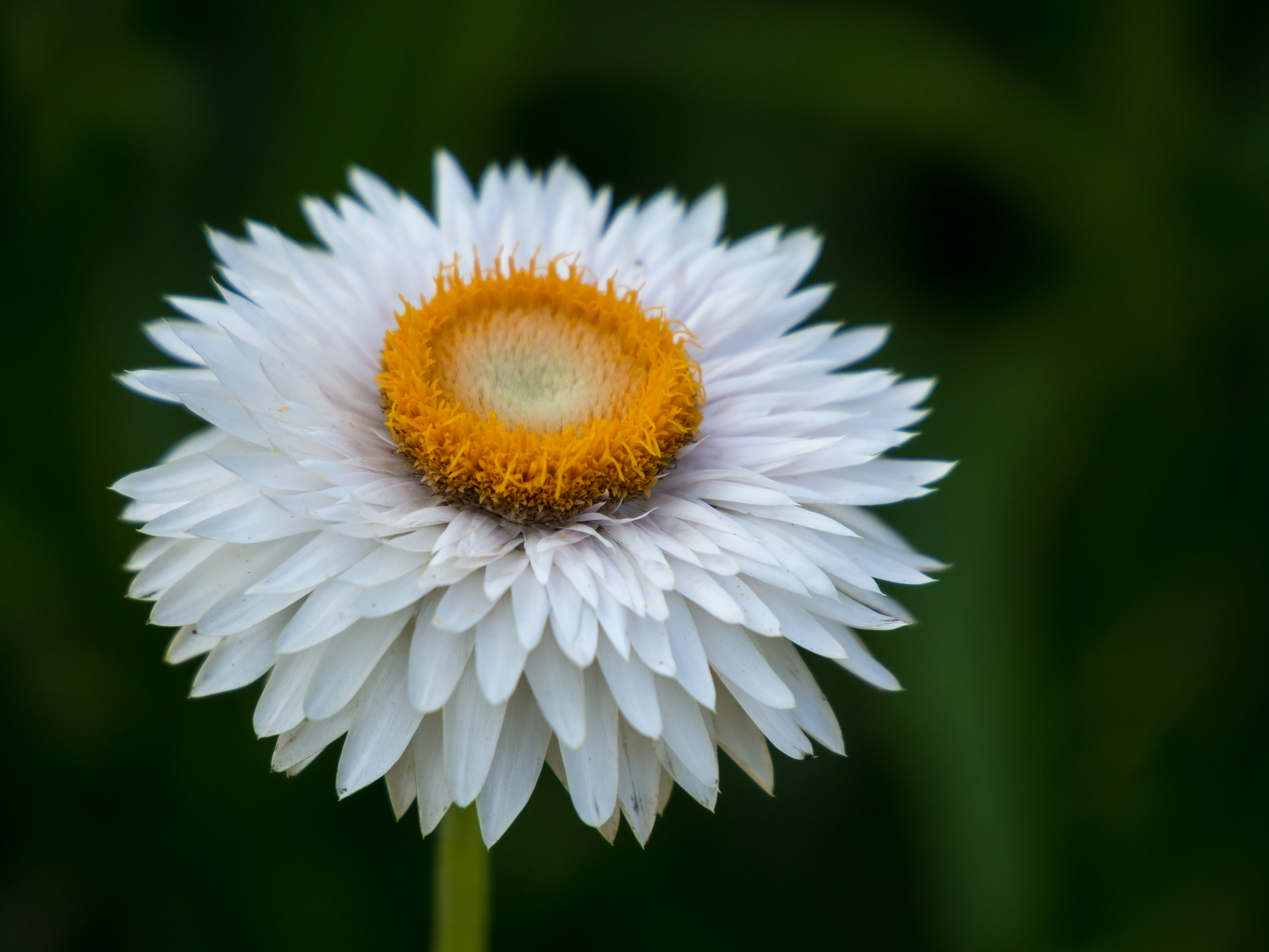

## Ursprung
Die Garten-Strohblume wächst in ihrem Ursprungsland Australien wild in offenen bis geschlossenen Wäldern, auf sandigem bis lehmig-sandigem Boden, sie gilt als häufig. Nach Europa kam die Art im letzten Viertel des 18. Jahrhunderts. Ihre erste botanische Bezeichnung erhielt sie 1803 vom französischen Botaniker und Bibliothekar Étienne Pierre Ventenat. Er verzeichnete die Pflanzen, die Joséphine de Beauharnais, die erste Frau Napoleons, in ihrem Garten in Schloss Malmaison zog. 1808 wurde Garten-Strohblume im Botanischen Garten Berlin gezogen. Um die Mitte des 19. Jahrhunderts zierte sie die Gärten Deutschlands.

## Pflege
In Australien ist die Garten-Strohblume einjährig, zweijährig oder ausdauernd. Für Topfpflanzen kann in Europa die Überwinterung an einem hellen kühlen Ort gelingen. Die Pflanze ist anspruchslos, sie braucht einen durchlässigen Boden.
Die Pflanze wird in Australien golden everlasting, in England auch paper daisy genannt. Blumen für Trockensträuße oder Gestecke müssen geschnitten werden, ehe die Blütenköpfe ganz geöffnet sind. Dann sollten sie einige Zeit kopfüber in einem luftigen dunklen Raum aufgehängt werden, um die Farbe zu erhalten.

## Nutzung
Die Garten-Strohblume wird verbreitet als Zierpflanze für Sommerblumenbeete sowie als Schnittblume und für Trockensträuße genutzt. Darüber hinaus wird sie auch feldmäßig angebaut und zieht während der Blüte zahlreiche Insekten an.
Es gibt einige Sorten (Auswahl):
- 'Monstrosum': Die Köpfe sind verschiedenfarbig und haben einen Durchmesser bis 8 Zentimeter.
- 'Nanum': Die Sorte erreicht Wuchshöhen von nur 30 bis 50 Zentimeter.
- 'Prinzess of Wales': Goldgelb

Die Sorte 'Strohmuckl' wurde zur bayerischen Balkonpflanze des Jahres 2005 gekürt.

## Belege